# Albert Schweitzer (1957)
Albert Schweitzer ist ein US-amerikanisch-französischer Dokumentarfilm von Jerome Hill, der Leben und Wirken des berühmten Urwalddoktors und Friedensnobelpreisträgers Albert Schweitzer zum Inhalt hat. Er ist ein persönlicher Lebensbericht, zu dem Schweitzer den Text selbst geschrieben und (in der deutschen und der französischen Fassung) auch gesprochen hat.

## Handlung
Der junge Albert Schweitzer lässt sich an einem Sonntagmorgen von einem anderen Dorfbuben überreden, mit einer Schleuder auf Vögel zu schießen. Gerade als er die Schleuder spannt, beginnen die Kirchenglocken zu läuten. Er wirft die Schleuder weg und eilt nach Hause. Dieses Schlüsselerlebnis lässt ihn zu der Überzeugung gelangen, dass der Mensch Tod und Leid über ein anderes Wesen der Schöpfung Gottes nur bringen dürfe, wenn eine unentrinnbare Notwendigkeit dafür vorliege.
In dem 21-jährigen Studenten der Theologie reift der Entschluss, bis zu seinem dreißigsten Lebensjahr dem Predigtamt, der Wissenschaft und der Musik zu leben und dann den Weg des unmittelbaren Dienens zu gehen. Nachdem er einige Jahre erfolgreich als Pfarrer, Organist, Hochschullehrer und Schriftsteller gearbeitet hat, studiert er noch Medizin. Im Alter von 38 Jahren verlässt er seine Heimat, um in Lambarene in Französisch-Äquatorialafrika mitten im Urwald ein Hospital zu errichten.
Inzwischen sind mehr als 40 Jahre vergangen. In Straßburg bereitet Schweitzer wieder einmal eine seiner vielen Reisen nach Afrika vor. Er verpackt, was er aus Spendenmitteln beschafft hat: Medikamente, Werkzeuge, Geschirr und Kleidung. Die Kamera begleitet ihn die Gironde abwärts, durch die Biskaya an die afrikanische Küste, über Dakar den Ogowefluss aufwärts bis nach Lambarene.
Alltag in Schweitzers Wahlheimat: Ein Gehilfe des Urwalddoktors ruft mit einem Tamtam die gehfähigen Kranken zu den Ärzten und Pflegerinnen. Die Schwerkranken werden von Schweitzer selbst aufgesucht. Immer wieder wird gebaut. Eine neue Station für 250 Leprakranke ist im Entstehen. Manchmal jagt ein Tornado die Handwerker von ihren Arbeitsplätzen und zerstört, was soeben errichtet wurde. Am Abend entspannt sich Schweitzer an seinem Klavier mit Orgelpedal.
Zuletzt zeigt der Film einen Besuch des 80-Jährigen in seiner elsässischen Heimat. In der Günsbacher Dorfkirche sitzt er an der Orgel, die nach seinen Angaben gebaut wurde, und spielt Werke von Johann Sebastian Bach.

## Hintergrund
Den Reinertrag des Films bestimmte die Produktionsgesellschaft für Albert Schweitzers Werk in Lambarene. Der junge Schweitzer wurde von dessen Enkel gespielt; Schweitzers Mutter von seiner Schwester. Den Produzenten hatte Schweitzer untersagt, in dem Film die Ehrungen zu erwähnen, die ihm in seinem langen Leben zuteilwurden. Auch bei Gottesdiensten, die er regelmäßig in Lambarene hielt, durfte nicht gefilmt werden.

## Kritik
„Trotz seiner Schlichtheit von starker Eindruckskraft“

„Dieser große filmische Lebensbericht ist durch seine starke dokumentarische Qualität hervorragend geeignet, uns mit Person und Werk des großen Forschers und Wohltäters vertraut zu machen. Albert Schweitzer hat selbst den Kommentar zu diesem Film gesprochen und damit ein Dokument von besonderer Gültigkeit geschaffen, das zu sehen man nicht versäumen sollte.“

## Auszeichnungen
Der Film erhielt 1958 den Oscar als Bester Dokumentarfilm. Die Evangelische Filmgilde kürte den Film im Februar 1958 zum Film des Monats.

## Quelle
- Illustrierte Film-Bühne Nr. 3976, Vereinigte Verlagsgesellschaften Franke & Co. KG München.